# Kildalton Chapel

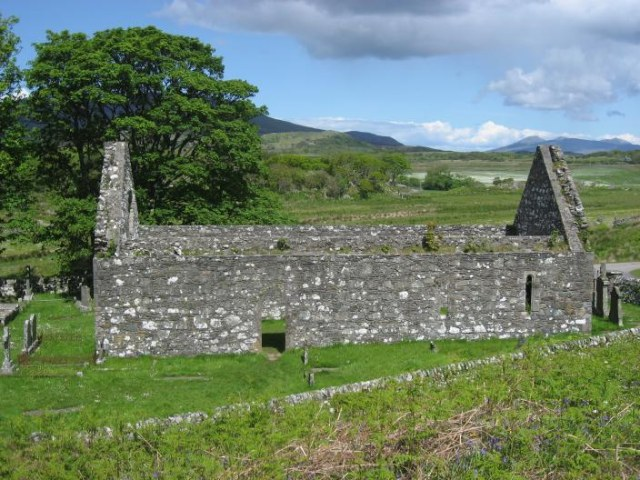
Die Ruinen von Kildalton Chapel

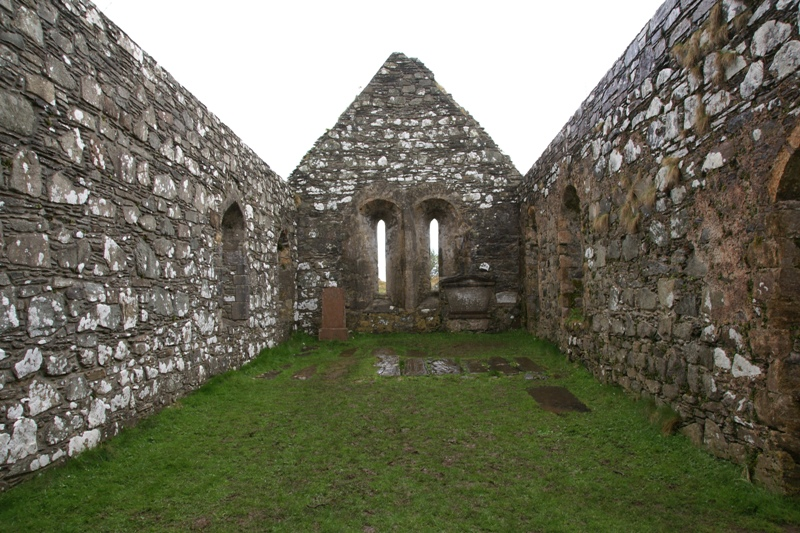
Innenraum von Kildalton Chapel

Kildalton Chapel, auch Kildalton Church, ist eine Kirchenruine auf der schottischen Hebrideninsel Islay. Sie befindet sich im Südosten der Insel nahe den Siedlungen Kintour und Ardmore. Auf dem umliegenden Friedhof befindet sich das Kildalton Cross sowie das Kildalton Small Cross. Als Ensemble ist die Anlage als Scheduled Monument geschützt.

## Beschreibung

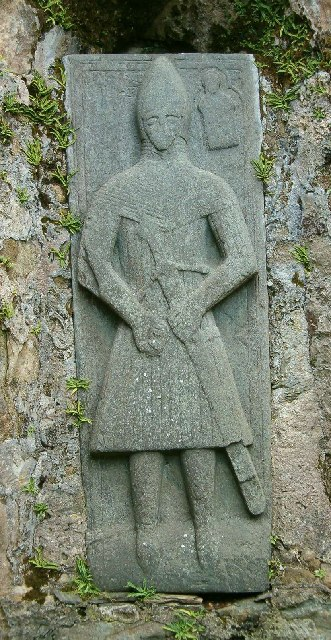
Grabplatte

Das gotische Gebäude bietet eine Innenfläche von 17 × 6 m2, die von einem Meter mächtiger Mauern umgeben ist. Das in Ost-West-Richtung verlaufende Gebäude besitzt zwei Eingangstüren an den Nord- und Südseiten. Alle Eingänge und Fenster waren einst mit hellem Sandstein verkleidet. Das Fundament einer Kanzel ist bis heute erhalten, ebenso eine Piscina. Heute ist die Kirche eine Ruine.

## Geschichte
Das exakte Alter der Kirche ist nicht überliefert. Da Kildalton Cross und weitere Teile der Anlage auf das 8. Jahrhundert datiert werden, kann vermutet werden, dass der Ort zumindest seit diesen Zeiten als religiöse Stätte verwendet wird. Das Kirchengebäude selbst ist jedoch sicher neueren Datums und seine Entstehung wird auf das 12.–13. Jahrhundert geschätzt. Der älteste schriftliche Beleg stammt aus dem Jahre 1425. Ab Ende des 13. Jahrhunderts nutzten die Lords of the Isles die Kirche. Nach der Reformation wurde sie als Gemeindekirche des Kirchspiels Kildalton, welcher den Südosten der Insel von McArthur’s Head bis zu The Oa einnahm, genutzt. Infolge einer Verschiebung in der Siedlungsdichte wurde die Kirche Ende des 18. Jahrhunderts aufgegeben und die Gottesdienste in dem 1730 errichteten Gebäude nahe Lagavulin abgehalten.